# سيدي الصغير (أولاد عياد)
سيدي الصغير هو دُوَّار يقع بجماعة سيدي جابر، إقليم بني ملال، جهة بني ملال خنيفرة في المملكة المغربية. ينتمي الدوّار لمشيخة أولاد عياد التي تضم 6 دواوير. يقدر عدد سكانه بـ 291 نسمة حسب الإحصاء الرسمي للسكان والسكنى لسنة 2004.

## روابط خارجية
- البوابة الوطنية للجماعات الترابية نسخة محفوظة 12 مارس 2018 على موقع واي باك مشين.
- المندوبية السامية للتخطيط